# 561 (tal)
561 (Femhundredeogenogtres) er:
- Det naturlige tal efter 560, derefter følger 562
- Et heltal
- Det første Carmichaeltal. 561 er således pseudoprimisk relativt til ethvert heltal a, der er indbyrdes primisk med 561, men 561 er ikke et primtal idet {\displaystyle 561=3\cdot 11\cdot 17}

| Matematik | Spire Denne artikel om matematik er en spire som bør udbygges. Du er velkommen til at hjælpe Wikipedia ved at udvide den. |

|  | Infoboks uden skabelon Denne artikel har en infoboks dannet af en tabel eller tilsvarende. |